# Italienisch-vietnamesische Beziehungen

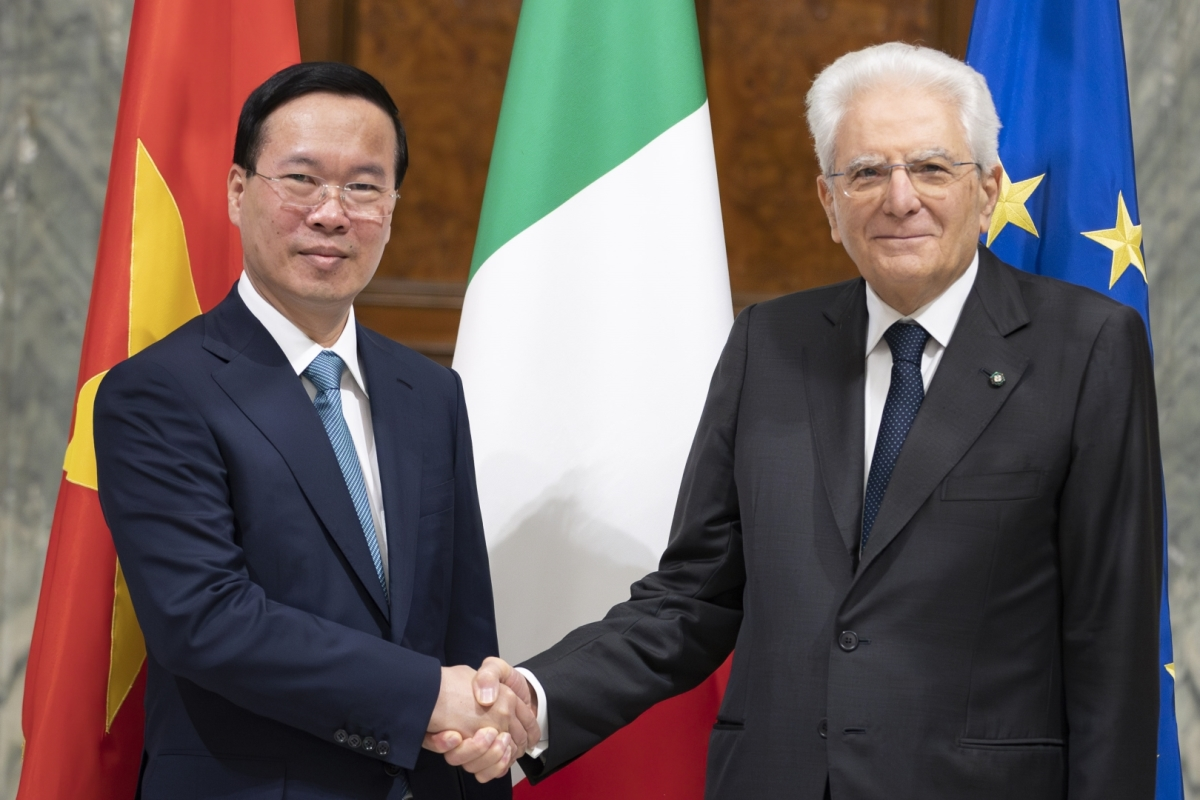
Die Staatspräsidenten Võ Văn Thưởng und Sergio Mattarella in Rom (2023)

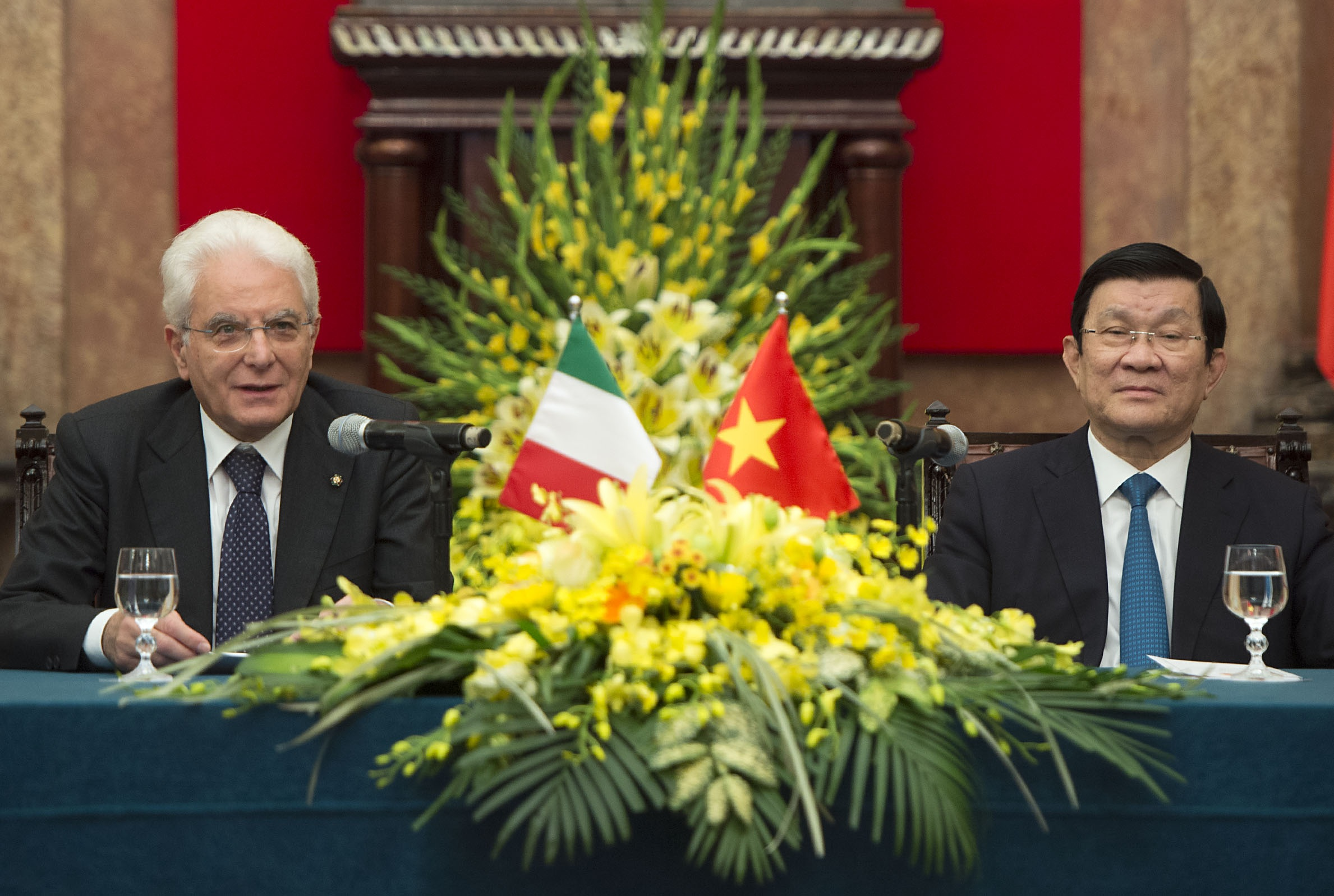
Die Staatspräsidenten Sergio Mattarella und Trương Tấn Sang in Hanoi (2015)

Die italienisch-vietnamesischen Beziehungen beschreiben das zwischenstaatliche Verhältnis zwischen der Republik Italien und der Sozialistischen Republik Vietnam. Italien und Vietnam nahmen 1973 diplomatische Beziehungen auf.

## Geschichte
Das Königreich Italien unterhielt seit 1869 ein Konsulat in Saigon, damals in der französischen Kolonie Cochinchina, später Französisch-Indochina. 1950 nahm die Republik Italien bilaterale Beziehungen mit dem neuen Staat Südvietnam auf, 1955 begann mit Ferruccio Stefenelli erstmals ein italienischer Botschafter in Saigon seine Arbeit. Als erstes westeuropäisches Land der EWG nahm Italien am 23. März 1973 auch mit dem kommunistischen Nordvietnam diplomatische Beziehungen auf, und nach dem Ende des Vietnamkriegs wurde Giuliano Bertuccioli 1975 der erste italienische Botschafter in Hanoi. In Saigon (heute Ho-Chi-Minh-Stadt) wurde ein italienisches Generalkonsulat eingerichtet. Vietnam unterhält seinerseits eine Botschaft in Rom. Seit dem Ende des Kalten Krieges und den vietnamesischen Wirtschaftsreformen der 1990er-Jahre (Đổi mới) intensivierte sich die politische und wirtschaftliche Zusammenarbeit der beiden Länder.

## Staatsbesuche

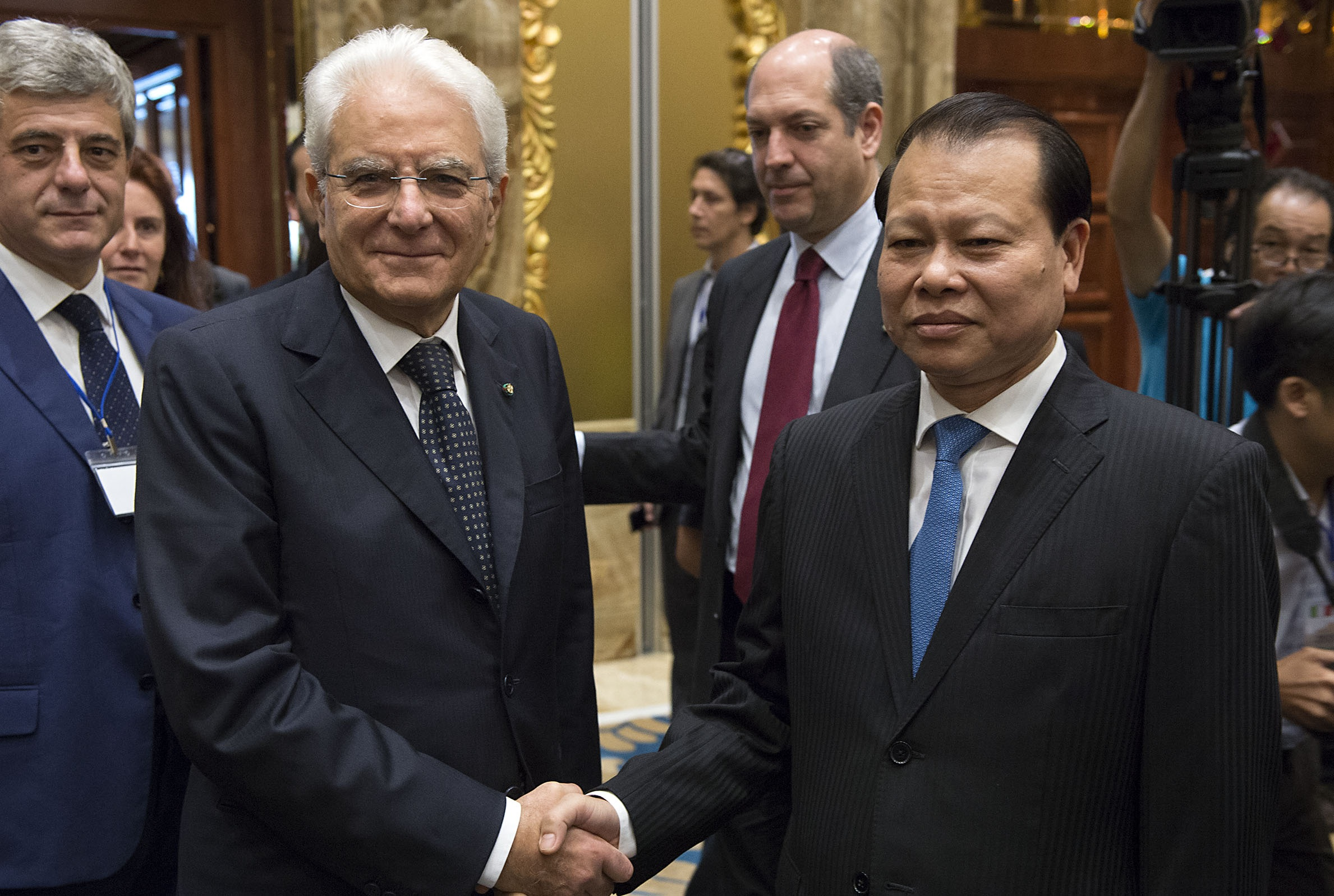
Staatspräsident Sergio Mattarella mit dem vietnamesischen Vizepremierminister Vũ Văn Ninh in Ho-Chi-Minh-Stadt (2015)

1989 gab der Besuch des italienischen Außenministers Gianni De Michelis in Vietnam den Auftakt für regelmäßige gegenseitige Staatsbesuche. 1997 war erstmals der vietnamesische Premierminister Võ Văn Kiệt in Italien zu Besuch, 2000 der Generalsekretär der Kommunistischen Partei Vietnams Lê Khả Phiêu und 2009 mit Nguyễn Minh Triết auch der vietnamesische Präsident. 2014 besuchte mit Matteo Renzi erstmals ein italienischer Ministerpräsident Vietnam, 2015 folgte mit Sergio Mattarella der italienische Staatspräsident.

## Handel
2013 schlossen Italien und Vietnam ein Abkommen über eine strategische Partnerschaft. Vietnam ist Italiens wichtigster Handelspartner innerhalb der ASEAN-Staaten. Von großer Bedeutung für die weitere wirtschaftliche Zusammenarbeit war das 2020 in Kraft getretene Freihandelsabkommen zwischen Vietnam und der Europäischen Union.
In Ho-Chi-Minh-Stadt gibt es ein Büro der Italian Trade Agency, die eng mit der italienischen Botschaft und dem Generalkonsulat zusammenarbeitet. Außerdem hat dort im Deutschen Haus eine italienische Handelskammer ihren Sitz.
Stand 2022 betrug das Handelsvolumen zwischen den beiden Ländern 6,2 Milliarden Euro. In Vietnam sind rund 150 italienische Unternehmen aktiv.

## Entwicklungszusammenarbeit
Seit 1990 gibt es ein Abkommen zwischen Italien und Vietnam über Entwicklungszusammenarbeit. Das italienische Außenministerium richtete 1998 ein entsprechendes Büro in Hanoi ein, das ab 2007 auch Zuständigkeiten für die Nachbarländer Kambodscha und Laos übernahm. Dieses Büro wurde 2016 in eine Außenstelle der staatlichen italienischen Agentur für Entwicklungszusammenarbeit (AICS) umgewandelt und untersteht seit 2020 als regionales Büro der AICS-Außenstelle Yangon (Myanmar).

## Belege
1. 1 2  La sede. In: Ambasciata d’Italia Hanoi. Italienisches Außenministerium, abgerufen am 24. November 2021 (italienisch).
2. 1 2  Cooperazione politica – Storia. In: Ambasciata d’Italia Hanoi. Italienisches Außenministerium, abgerufen am 24. November 2021 (italienisch).
3. ↑  I rapporti bilaterali. In: Ambasciata d’Italia Hanoi. Italienisches Außenministerium, abgerufen am 24. November 2021 (italienisch).
4. ↑  The Embassy of the Socialist Republic of Vietnam in the Republic of Italy. Vietnam Ministry of Foreign Affairs, abgerufen am 24. November 2021 (englisch).
5. ↑  Cooperazione politica – Attualità. In: Ambasciata d’Italia Hanoi. Italienisches Außenministerium, abgerufen am 24. November 2021 (italienisch).
6. ↑  A Review of Vietnam–Italy Relations. In: Embassy of the Socialist Republic of Vietnam in Italy. Vietnam Ministry of Foreign Affairs, abgerufen am 24. November 2021 (englisch).
7. ↑  Cooperazione politica – Incontri. In: Ambasciata d’Italia Hanoi. Italienisches Außenministerium, abgerufen am 24. November 2021 (italienisch).
8. ↑  Rome and Hanoi celebrate 45 years of diplomatic relations. In: AsiaNews. PIME, 23. März 2018, abgerufen am 24. November 2021 (englisch).
9. ↑  Cooperazione economica – Fare Affari in Vietnam. In: Ambasciata d’Italia Hanoi. Italienisches Außenministerium, abgerufen am 24. November 2021 (italienisch).
10. ↑  Ho Chi Minh City. Agenzia ICE – Italian Trade & Investment Agency, abgerufen am 24. November 2021 (italienisch).
11. ↑  Italian Chamber of Commerce in Vietnam – ICHAM. Abgerufen am 24. November 2021 (englisch).
12. ↑  Lorenzo Lamperti: Italia-Vietnam, 50 anni di relazioni. Associazione Italia Asean, 12. April 2023, abgerufen am 6. August 2023 (italienisch).
13. ↑  Vietnam. AICS – Yangon, abgerufen am 24. November 2021 (italienisch).